# AJet
AJet, voorheen AnadoluJet is een Turkse lowcost-luchtvaartmaatschappij en tevens een dochteronderneming van Turkish Airlines. Haar bases zijn in Ankara, Antalya en Istanbul. De maatschappij voert binnenlandse vluchten uit en vliegt naar Azië, Europa en het Midden-Oosten. De maatschappij functioneerde als merk van Turkish Airlines, maar is inmiddels onafhankelijk.

## Geschiedenis

### AnadoluJet
AJet werd op 23 april 2008 opgericht als AnadoluJet en functioneert als lagekostenluchtvaartmaatschappij voor Turkish Airlines. De maatschappij begon met een vloot van zes Boeing 737-400’s die waren overgenomen van Turkish Airlines. Inmiddels bestaat de vloot uit 87 toestellen van zowel Airbus als Boeing. In maart 2020 kreeg het merk AnadoluJet een nieuwe functie zodat het ook internationale vluchten voor Turkish Airlines uit kon voeren vanaf Luchthaven Istanbul Sabiha Gökçen.

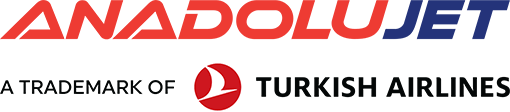
Logo gebruikt tot 2023

### AJet
Eind 2022 maakte Turkish Airlines bekend dat AnadoluJet aangepast zou worden, maar nog wel een 100% dochteronderneming bleef. De maatschappij zou meer verzelfstandigen vanwege de grote vraag naar vluchten. Om dat mogelijk te maken werd in november 2023 een volledige rebranding aangekondigd. Er kwam een nieuwe naam, website, logo en kleurenschema. Op 2 januari 2024 kreeg de maatschappij een nieuwe IATA-code en een nieuwe ICAO-code om zo meer te verschillen met haar moederbedrijf.

## Vloot

### Huidige vloot
De vloot van AJet bestaat uit (april 2024):
| Type             | Aantal | Orders | Passagiers | Passagiers | Passagiers | Opmerkingen                        |
| Type             | Aantal | Orders | BC         | EC         | Totaal     | Opmerkingen                        |
| ---------------- | ------ | ------ | ---------- | ---------- | ---------- | ---------------------------------- |
| Airbus A320neo   | 12     | —      | —          | 186        | 186        | Officieel besteld door S7 Airlines |
| Airbus A321-200  | 5      | —      | —          | 220        | 220        | Geleased van SmartLynx Airlines    |
| Airbus A321neo   | 14     | —      | 8          | 203        | 211        | Officieel besteld door S7 Airlines |
| Airbus A321neo   | 14     | —      | —          | 240        | 240        |                                    |
| Boeing 737-800   | 45     | —      | —          | 186        | 186        | Meeste van Turkish Airlines        |
| Boeing 737-800   | 45     | —      | —          | 189        | 189        | Meeste van Turkish Airlines        |
| Boeing 737 MAX 8 | 9      | 3      | 8          | 168        | 176        | Officiel besteld door S7 Airlines  |
| Boeing 737 MAX 8 | 9      | 3      | —          | 189        | 189        |                                    |
| Totaal           | 85     | 3      |            |            |            |                                    |

#### Livery

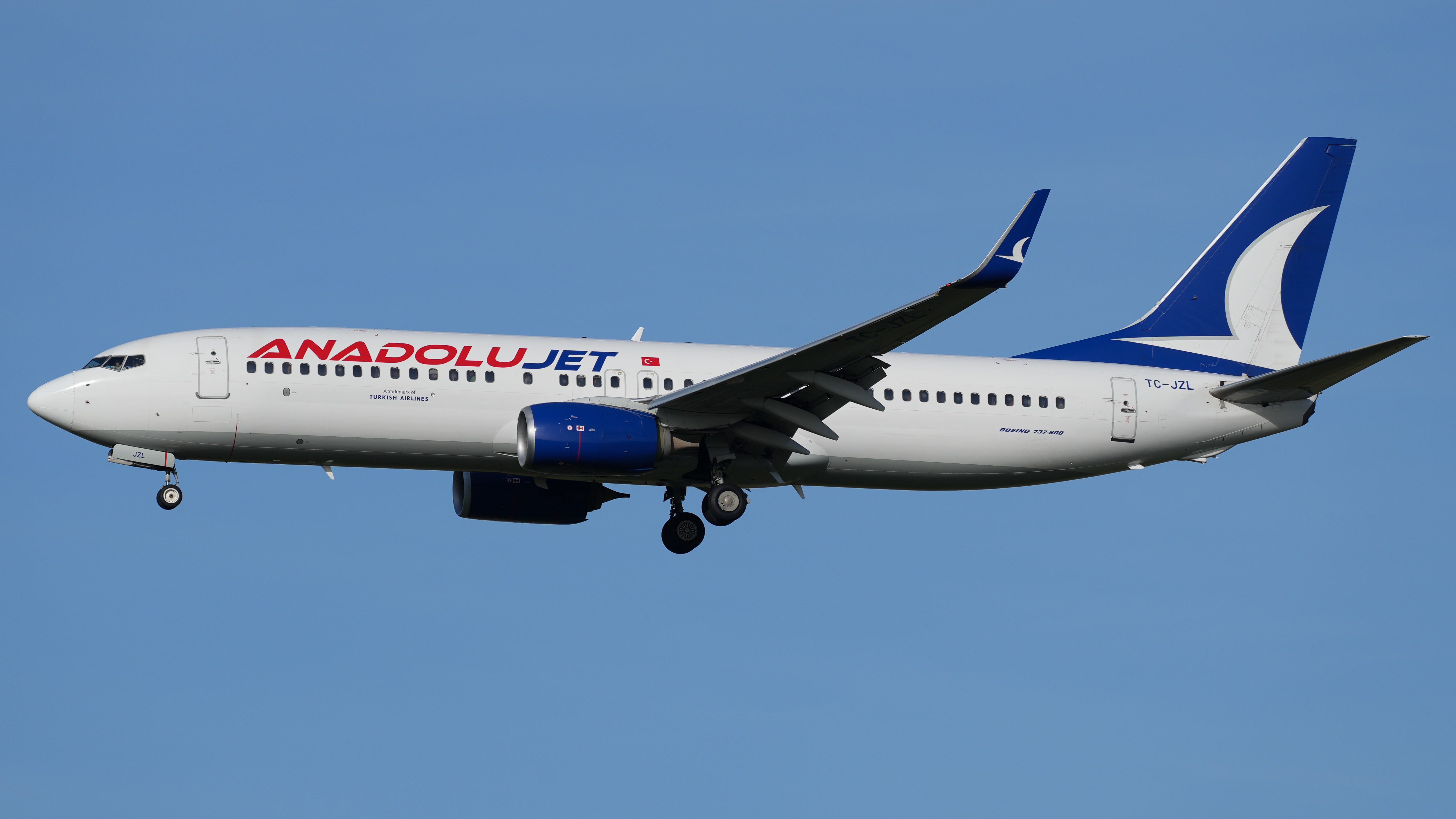
Een Boeing 737-800 in het oude kleurenschema

Het kleurenschema van AJet bestaat uit een witte basis met lichtblauwe accenten op het kielvlak en de winglets. Veel vliegtuigen zijn nog van AnadoluJet en vliegen nog rond in het oude kleurenschema. Dat zal in de loop van dit jaar zeldzaam worden, want alle vliegtuigen worden overgespoten.

### Voormalige vloot
De vloot van AnadoluJet heeft ook bestaan uit:
| Type             | Aantal | Geïntroduceerd | Uitgefaseerd | Opmerkingen                  |
| ---------------- | ------ | -------------- | ------------ | ---------------------------- |
| Airbus A320-200  | 19     | 2010           | 2025         |                              |
| Airbus A321-200  | 7      | 2024           | 2025         | Geleased van SmartLynx       |
| ATR 72-212A      | 2      | 2010           | 2011         | Naar BoraJet                 |
| Boeing 737-400   | 8      | 2008           | 2011         |                              |
| Boeing 737-700   | 20     | 2008           | 2016         |                              |
| Boeing 737-800   | 46     | 2008           | 2019         |                              |
| Boeing 737 MAX 8 | 1      | 2024           | 2024         | Geleased van SmartLynx Malta |
| Boeing 737-900   | 1      | 2015           | 2016         | Naar Travel Service          |
| Embraer 190      | 3      | 2015           | 2016         | Naar BoraJet                 |
| Embraer 195      | 3      | 2015           | 2016         | Naar BoraJet                 |

## Bestemmingen
AJet voert vluchten uit naar (april 2024):
| Land                         | Stad          | Luchthaven                                   | Opmerkingen |
| ---------------------------- | ------------- | -------------------------------------------- | ----------- |
| Azerbeidzjan                 | Bakoe         | Heydar Aliyev International Airport          |             |
| België                       | Brussel       | Brussels Airport                             |             |
| Bosnië en Herzegovina        | Sarajevo      | Luchthaven Sarajevo                          |             |
| Cyprus                       | Tymvou        | Luchthaven Ercan                             |             |
| Denemarken                   | Kopenhagen    | Internationale luchthaven Kopenhagen Kastrup |             |
| Duitsland                    | Berlijn       | Flughafen Berlin Brandenburg                 |             |
| Duitsland                    | Düsseldorf    | Flughafen Düsseldorf                         |             |
| Duitsland                    | Frankfurt     | Flughafen Frankfurt am Main                  |             |
| Duitsland                    | Hamburg       | Flughafen Hamburg                            |             |
| Duitsland                    | Hannover      | Flughafen Hannover-Langenhagen               |             |
| Duitsland                    | Keulen/Bonn   | Flughafen Köln-Bonn                          |             |
| Duitsland                    | München       | Flughafen München Franz Josef Strauß         |             |
| Duitsland                    | Stuttgart     | Flughafen Stuttgart                          |             |
| Frankrijk                    | Lyon          | Aéroport de Lyon-Saint-Exupéry               |             |
| Frankrijk                    | Mulhouse      | EuroAirport Basel-Mulhouse-Freiburg          |             |
| Frankrijk                    | Parijs        | Aéroport de Paris-Charles de Gaulle          |             |
| Georgië                      | Tbilisi       | Luchthaven Tbilisi                           |             |
| Hongarije                    | Boedapest     | Luchthaven van Boedapest                     |             |
| Irak                         | Bagdad        | Internationale Luchthaven Baghdad            |             |
| Irak                         | Erbil         | Internationale Luchthaven Erbil              |             |
| Italië                       | Milaan        | Aeroporto di Bergamo-Orio al Serio           |             |
| Italië                       | Rome          | Aeroporto di Roma Fiumicino                  |             |
| Kirgizië                     | Bisjkek       | Internationale Luchthaven Manas              |             |
| Libanon                      | Beiroet       | Rafik Hariri International Airport           |             |
| Nederland                    | Amsterdam     | Luchthaven Schiphol                          |             |
| Noord-Macedonië              | Skopje        | Luchthaven Skopje Alexander de Grote         |             |
| Oezbekistan                  | Tasjkent      | Tashkent International Airport               |             |
| Oostenrijk                   | Wenen         | Flughafen Wien-Schwechat                     |             |
| Servië                       | Belgrado      | Luchthaven Belgrado Nikola Tesla             |             |
| Turkije                      | Adana         | Luchthaven Adana Sakirpasa                   |             |
| Turkije                      | Adıyaman      | Luchthaven Adıyaman                          |             |
| Turkije                      | Ağrı          | Luchthaven Ağrı Ahmed-i Hani                 |             |
| Turkije                      | Ankara        | Luchthaven Ankara Esenboğa                   | hub         |
| Turkije                      | Antalya       | Luchthaven Antalya                           | hub         |
| Turkije                      | Batman        | Luchthaven Batman                            |             |
| Turkije                      | Bingöl        | Luchthaven Bingöl                            |             |
| Turkije                      | Bodrum        | Luchthaven Milas-Bodrum                      |             |
| Turkije                      | Bursa         | Luchthaven Yenişehir                         |             |
| Turkije                      | Çanakkale     | Luchthaven Çanakkale                         |             |
| Turkije                      | Dalaman       | Luchthaven Dalaman                           |             |
| Turkije                      | Denizli       | Luchthaven Denizli Çardak                    |             |
| Turkije                      | Diyarbakır    | Luchthaven Diyarbakır                        |             |
| Turkije                      | Edremit       | Luchthaven Balıkesir Koca Seyit              |             |
| Turkije                      | Elazığ        | Luchthaven Elazığ                            |             |
| Turkije                      | Erzincan      | Luchthaven Erzincan                          |             |
| Turkije                      | Erzurum       | Luchthaven Erzurum                           |             |
| Turkije                      | Gaziantep     | Luchthaven Gaziantep Oğuzeli                 |             |
| Turkije                      | Gazipaşa      | Luchthaven Gazipaşa—Alanya                   |             |
| Turkije                      | Hakkâri       | Luchthaven Hakkâri—Yüksekova                 |             |
| Turkije                      | Hatay         | Luchthaven Hatay                             |             |
| Turkije                      | Iğdır         | Luchthaven Iğdır Şehit Bülent Aydın          |             |
| Turkije                      | Istanbul      | Luchthaven Istanbul Sabiha Gökçen            | hub         |
| Turkije                      | İzmir         | Luchthaven İzmir Adnan Menderes              |             |
| Turkije                      | Kahramanmaraş | Luchthaven Kahramanmaraş Havaalanı           |             |
| Turkije                      | Kars          | Luchthaven Kars Harakani                     |             |
| Turkije                      | Kayseri       | Luchthaven Kayseri Erkilet                   |             |
| Turkije                      | Konya         | Luchthaven Konya                             |             |
| Turkije                      | Malatya       | Luchthaven Malatya Erhaç                     |             |
| Turkije                      | Mardin        | Luchthaven Mardin                            |             |
| Turkije                      | Muş           | Luchthaven Muş                               |             |
| Turkije                      | Nevşehir      | Luchthaven Nevşehir Kapadokya                |             |
| Turkije                      | Ordu          | Luchthaven Ordu—Giresun                      |             |
| Turkije                      | Rize          | Luchthaven Rize—Artvin                       |             |
| Turkije                      | Samsun        | Luchthaven Carsamba                          |             |
| Turkije                      | Şanlıurfa     | Luchthaven Şanlıurfa                         |             |
| Turkije                      | Şırnak        | Luchthaven Şırnak Şerafettin Eiçi            |             |
| Turkije                      | Sivas         | Luchthaven Sivas Nuri Demirağ                |             |
| Turkije                      | Tokat         | Luchthaven Tokat                             |             |
| Turkije                      | Trabzon       | Luchthaven Trabzon                           |             |
| Turkije                      | Van           | Luchthaven Van Ferit Melen                   |             |
| Verenigde Arabische Emiraten | Dubai         | Dubai International Airport                  |             |
| Verenigde Arabische Emiraten | Sharjah       | Sharjah International Airport                |             |
| Verenigd Koninkrijk          | Londen        | London Stansted Airport                      |             |
| Zweden                       | Stockholm     | Luchthaven Stockholm-Arlanda                 |             |
| Zwitserland                  | Genève        | Luchthaven Genève                            |             |
| Zwitserland                  | Zürich        | Flughafen Zürich                             |             |